# 風暴之城
《風暴之城》是2023年城市建造游戏，由Eremite Games開發、Hooded Horse發行。遊戲2023年登陆Windows平台，2025年登陆任天堂Switch、PlayStation 4、PlayStation 5、Xbox One、Xbox Series X/S游戏机。
遊戲在Metacritic的匯總得分為91/100（Windows）、82/100（任天堂Switch），在OpenCritic的媒體推薦率為95%。

## 外部連結
- 官方网站 （英語）